# Colossus of Destiny
Colossus of Destiny – piąty album koncertowy zespołu The Melvins wydany w 2001 roku przez firmę Ipecac Recordings. 

## Lista utworów
1. "Untitled" 59:23
2. "Untitled" 0:05

## Twórcy
- Buzz Osborne – wokal, gitara
- Dale Crover – perkusja
- Kevin Rutmanis – gitara basowa
- Adam Jones – gitara
- Randy Hawkins – inżynier
- Kurt Schlegle – inżynier